# Lodge Grass
Lodge Grass é uma cidade  localizada no estado americano de Montana, no Condado de Big Horn.

## Demografia
Segundo o censo americano de 2000, a sua população era de 510 habitantes.
Em 2006, foi estimada uma população de 517, um aumento de 7 (1.4%).

## Geografia
De acordo com o United States Census Bureau tem uma área de
0,6 km², dos quais 0,6 km² cobertos por terra e 0,0 km² cobertos por água. Lodge Grass localiza-se a aproximadamente 1091 m acima do nível do mar.

## Localidades na vizinhança
O diagrama seguinte representa as localidades num raio de 40 km ao redor de Lodge Grass.